# Финбоу, Дэйв
Дэйв Фи́нбоу (англ. Dave Finbow, род. 27 февраля 1968 года) — английский бывший профессиональный игрок в снукер.

## Карьера
Стал профессионалом в 1991 году. В сезоне 1996/97 занимал 28 строчку в мировом рейтинге. Дэйв пять раз достигал четвертьфиналов различных рейтинговых турниров и ещё чаще доходил до 1/8 финала. С такими результатами он имел шанс со временем попасть в Топ-16, но из-за проблем на нервной почве результаты Финбоу ухудшились. На чемпионате Великобритании 2001 года Финбоу в матче 1/8 финала против Ронни О'Салливана вынужден был покинуть игру при счёте 0:8 из-за тошноты, вызванной нервным напряжением. Во время матча Финбоу, как он сам потом признался, был не в состоянии даже держать кий и не видел луз.
Вскоре после этого случая Дэйв заявил, что бросает снукерную карьеру.